# Kora
Cet article concerne l'instrument de musique. Pour les autres significations, voir Kora (homonymie).
La kora est un  instrument de musique à cordes originaire du Mali que l'on trouve en Afrique de l'Ouest (Mali, Gambie, Sénégal, Guinée et Guinée Bissau). Elle est jouée par le korafola qui est traditionnellement griot (djéli en mandingue, guéwël en wolof ou gawlo en Toucouleur). Ils faisaient de ce fait partie des Kouyaté, Diabaté (Jobarteh), Konté (Kanté, Kanouté), Cissokho (Suso). La première mention de kora date de 1799 (Mungo Park, Travels in the interior districts of West Africa).
Selon la légende, la première kora était l’instrument personnel d’une femme-génie qui vivait dans les grottes de Missirikoro au Mali. Impressionné et ému par la musique de l’instrument, un grand chef de guerre, Tiramakhan Traore, décida d’en déposséder la femme-génie. Aidé de ses compagnons de chasse, Waly Kelendjan et Djelimaly Oulé Diabaté, il récupéra l’instrument qui échut à Djelimaly, le griot du groupe. Djelimaly la transmit à son fils Kamba. Et ainsi elle passa de père en fils jusqu’à Tilimaghan Diabaté qui l'introduisit au Mali.
La kora possède une symbolique forte : la callebasse  est reliée au cœur, Le bois au végétal, la peau à l'animal et le fer à la magie. De même pour les 21 cordes (trois fois sept).
Il ne faut pas confondre la kora avec d’autres instruments à cordes assez similaires tels le kamélé n'goni (soprane)  le n'goni (apparenté à la guitare) ou le bolon (kora basse). La première description de la kora, appelée konting (confondue avec le luth ekonting) par les explorateurs des siècles derniers, évoquait un instrument à 10 cordes.

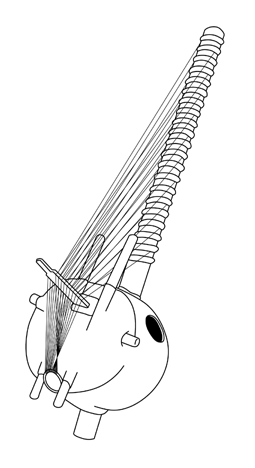
Schéma d'une kora.

## Facture instrumentale
La kora est constituée d'une grosse demi-calebasse de 40 à 60 cm de diamètre, évidée et percée d'un trou de 10 cm de diamètre en guise d'ouïe (dans la partie supérieure droite). Deux autres trous (au-dessus et en dessous) permettent de faire passer le manche à travers la calebasse.
Elle est recouverte d'une peau de vache (ou de chèvre) parcheminée tendue mouillée, qui sert de table d'harmonie et dont dépend l'ampleur du son. Elle est maintenue par des clous de tapissier enfoncés dans la calebasse suivant des motifs variés, puis la peau est découpée. Une « traverse » (appelée barambando, Baram Banda ou baranbanto) et deux supports de mains (des poignées appelées bulkalamo ou bulu kalo) en bois servent de « barrages » (comme sur les guitares) et sont glissés sous la peau qui sera percée pour les laisser sortir.
Le manche long d'environ 1,20 m à 1,40 m assure la liaison entre les principaux éléments vibrants de la kora (cordes et calebasse). Il est fait traditionnellement d'une longue pièce de bois de vène appelée guénou ou guéni (palissandre du Mali) qui sert pour la fabrication des balafons, et est parfois orné de sculptures. Dans sa partie inférieure le manche traverse la calebasse. Dans sa partie supérieure, le manche assure la tension des cordes au moyen d'anneaux ou de clefs (mécaniques de guitare ou chevilles).
Les cordes de la kora reposent sur un grand chevalet en bois (bato), maintenu sur la peau par la seule pression des cordes dont le nombre est généralement de 21. Cependant, on rencontre parfois des koras équipées de 22 à 28 cordes, notamment en Pays Dogon au Mali, et il existe même un modèle spécial de 32 cordes. Le bato repose sur un coussinet (bata fingingko) qui transmet les vibrations aux bulu kalo.
La plus grosse des cordes est appelée bajourou, ce qui signifie la mère-corde. Les boyaux d'autrefois ont été aujourd'hui remplacés par du fil de pêche de différents diamètres (de 0,5 mm à 2,40 mm - les cordes les plus basses sont parfois des tresses de fils de diamètre inférieur), voire des cordes de harpe chez les koristes professionnels. Les cordes sont traditionnellement accrochées au manche par des anneaux en peau de vache (ou de bœuf), serrés autour de celui-ci. Aujourd'hui, des chevilles en bois à friction ou des clés mécaniques (type guitare) peuvent équiper les koras afin de faciliter leur accordage. À l'autre extrémité, les cordes sont reliées par de la drisse à un cordier en fer apres être passées par le chevalet en bois qui assure la transmission des vibrations des cordes à la peau.

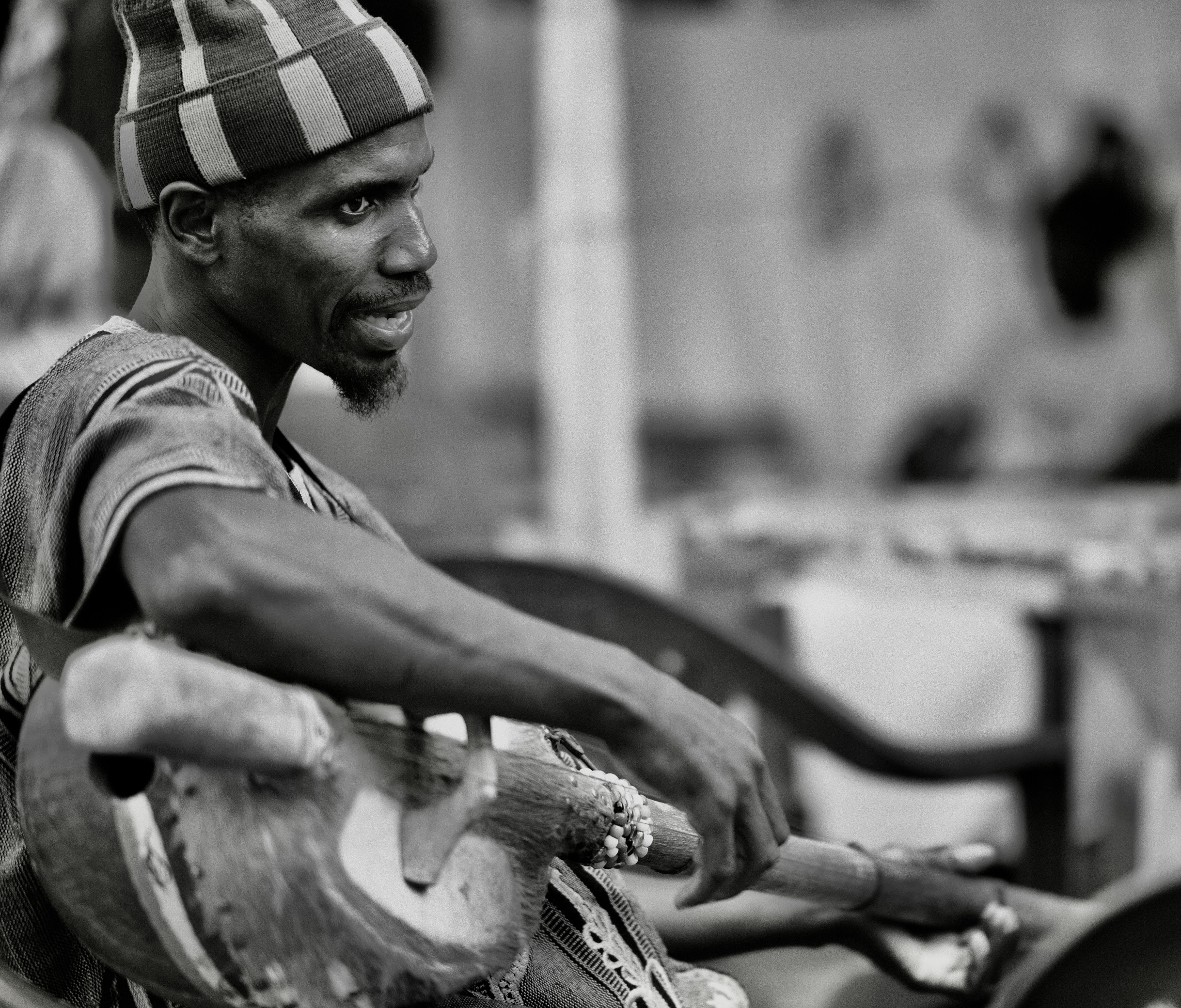
Un musicien qui joue à la Kora

### Évolution de la fabrication
Dans sa facture traditionnelle, l’instrument se trouve limité par sa modalité fixe. La kora ne connaît pas de mécanique permettant le passage d'une tonalité à une autre : il faut jouer d'un bout à l'autre dans une gamme donnée. Ainsi, des améliorations techniques ont été réalisées par le frère bénédictin Dominique Catta de l’Abbaye de Keur Moussa pour permettre cette évolution de l'instrument afin de permettre l'introduction de la culture locale dans la liturgie. Les moines originaires de l'abbaye de Solesme liée à la musique et particulièrement au chant grégorien étaient sensibles à cet instrument qu'ils ont fortement contribué à faire connaitre en France et dans le monde par une large discographie,.

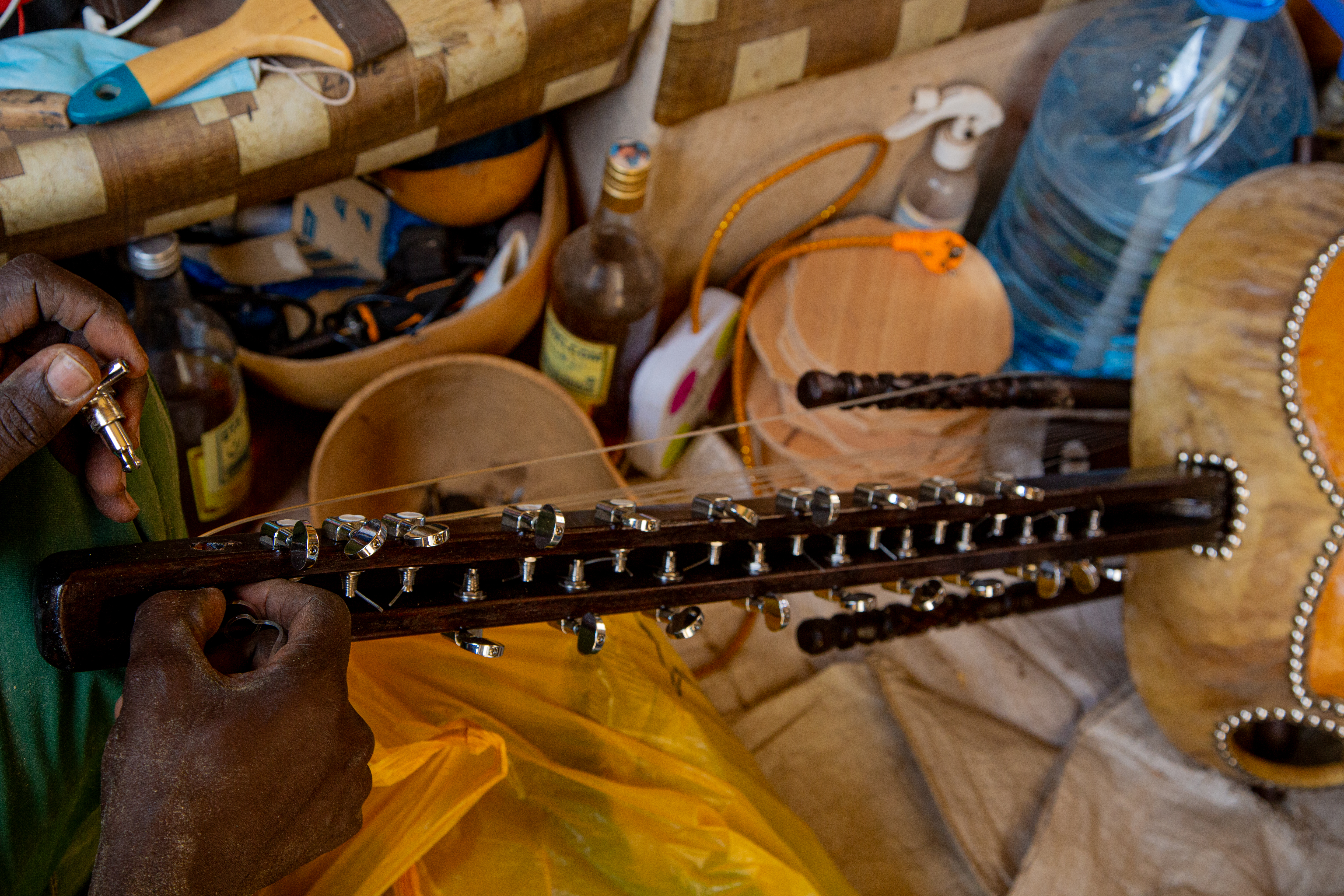
Réparation de Kora au village artisanal de Guédiawaye.

De 1974 à 1982, le père Dominique Catta a effectué des modifications sur le profil de la hampe. Celle-ci a dû être allongée pour pouvoir disposer les 21 clés nécessaires. Or, lorsqu'une kora est accordée normalement, la hampe subit une pression de l'ordre de 200 à 250 kg, obtenue progressivement par la tension des cordes. Il a fallu prendre un bois plus dur pour éviter que la hampe ne cède.
Après 1982, des mécanismes de guitare sont ajoutés à la hampe pour régler la tension des cordes avec précision. Les clés de violon sont remplacées par des mécaniques de guitare à bain d'huile. Des leviers chromatiques sont ajoutés.  Ces ajouts donnent la possibilité d’une kora « chromatique ». Aujourd’hui, un système permet de changer chaque corde d’un demi-ton.

### Gravi-kora
Le musicien et compositeur Robert Grawi a conçu, dans les années 1980, un instrument électro-acoustique inspiré de la kora : la gravi-kora, ou gravikord, au corps épuré en acier ; cet instrument n’a pas de caisse de résonance et se branche sur un amplificateur comme une guitare électrique. Foday Musa Suso a réalisé plusieurs enregistrements avec un prototype de la gravi-kora aux côtés de Herbie Hancock, puis dans son propre album New World Power. La gravi-kora a par la suite été adoptée par le californien Daniel Berkman et le français Jacques Burtin.

## Jeu

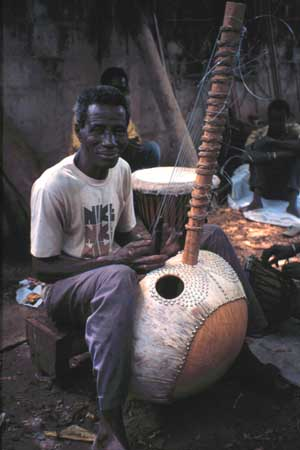
Joueur de kora en Gambie.

On en joue debout ou assis, l'instrument devant soi, le manche bien en face, à hauteur des yeux. On empoigne les bulkalamo des deux mains et on joue avec les doigts (pouces et index) des deux côtés du chevalet, comme pour une harpe.
Il existe 3 modes d'accordage utilisés par les griots mandingues :
- le sila ba (« la grande route ») est le plus courant, et il consiste à alterner les notes de droite à gauche, comme pour la sanza, ce qui offre des successions de tierces de chaque côté du chevalet. C'est le mode le plus ancien qui est à l'origine de tous les autres. En Sénégambie, certains korafola appellent ce mode kéléfa ba en mémoire du grand guerrier Kaabunké (du royaume du Gaabu), défenseur des Korafola ; Kéléfa Saané et d'autres l'appellent tomora ba.

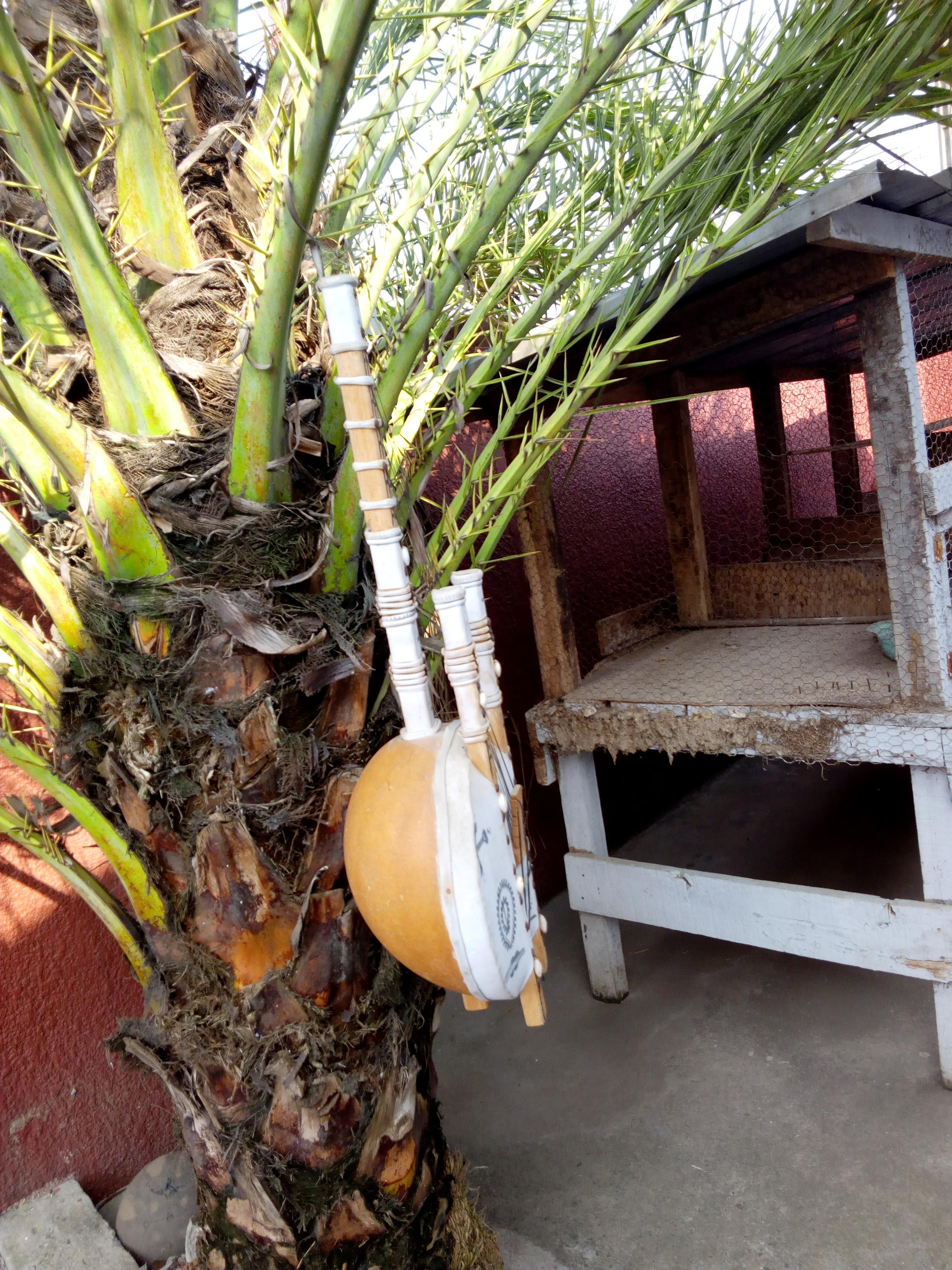
Kora, instrument de musique en pays Mandingue, utilisé par les griots et par les chasseurs traditionnels dozo.

si on rapproche l'accordage traditionnel de l'accordage occidental, on obtient les notes suivantes à la main gauche (de haut en bas) :
fa1, do2, ré2, mi2, sol2, sib2, ré3, fa3, la3, do4 et mi4.
et à la main droite :
fa2, la2, do3, mi3, sol3, sib3, ré4, fa4, sol4 et la4.
Cet accordage correspond à une gamme occidentale de fa majeur ;
- le tomora est le deuxième mode d'accordage des griots, surtout utilisé en Gambie, parfois appelé tomora mesengo. Au Sénégal oriental il est aussi appelé diaka.

Ce mode comporte plus d'altérations, le la2, la3 et la4 deviennent respectivement lab2 (ou sol#2), lab3 et lab4. Il en est de même pour les trois mi qui se transforment eux aussi en mib. Les autres notes sont les mêmes que celles du sila ba.
Ce mode correspond à une gamme occidentale de mib majeur. L'intérêt principal de ce mode c'est qu'il permet de jouer facilement en mode dorien (fa mineur) ;
- le troisième mode est appelé soit ardino, hardino, xardino ou encore sawta ou sauta, surtout utilisé au Mali et en Guinée.

Beaucoup de korafola ne le considèrent pas comme un mode d'accordage, d'autres plus catégoriques encore affirment que sawta est un morceau joué pour les cordonniers.
Les notes de ce mode sont donc celles du sila ba sauf que sib2 et sib3 deviennent respectivement si2 et si3 ce qui nous donne une gamme occidentale de do majeur.
Pour résumer : sila ba (fa majeur) - Tomora (mib majeur) - Sawta (do majeur).

## Interprètes
Parmi les grands joueurs de kora, on peut citer Lamine Konté, qui est le griot qui a le plus popularisé la musique mandingue, Djelimady Sissoko, Toumani Diabaté, Ballaké Sissoko, Ablaye Cissoko, Soriba Kouyaté, Seckou Keita, Sekou Kouyate (le « Jimi Hendrix de la kora »), Papa Susso, Ba Cissoko, Foday Musa Suso, Prince Diabaté, Yancouba Diebaté ou des virtuoses de la nouvelle génération tel Ali Boulo Santo qui a rajouté des pédales d'effets (wah wah, flanger) sur son instrument, ainsi que Djeli Moussa Diawara, qui a 32 cordes à son instrument, sans oublier Ousmane Kalil Kouyaté, Kandia Kouyaté du groupe Kanjha kora, et Zoumana Diarra, qui a 44 cordes à son instrument. Comme interprète féminine peut être citée Sona Jobarteh.

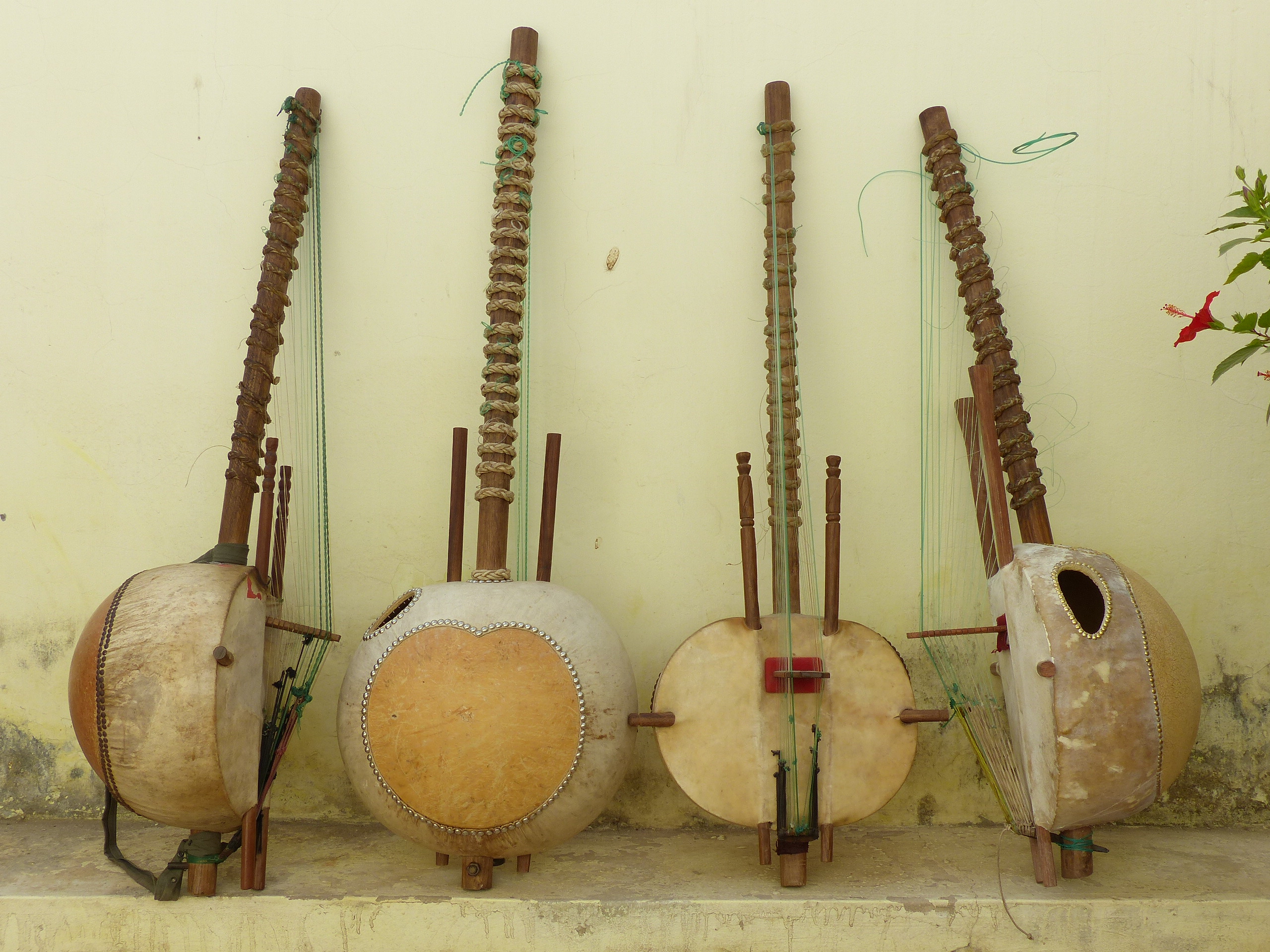
4 Koras.

Une nouvelle approche de la kora, qui prend ses racines dans les travaux des moines de l'Abbaye de Keur Moussa (Sénégal), est principalement incarnée par le Frère Dominique Catta, moine de Keur Moussa, et par le compositeur français Jacques Burtin. Le Frère Dominique Catta a introduit la kora dans la liturgie chrétienne à partir des années 1970 ; avec lui, la harpe africaine a dialogué pour la première fois de son histoire avec des instruments occidentaux. Jacques Burtin, tout en prolongeant ces acquis, a également introduit la kora dans le monde de la création artistique contemporaine (dialogue avec les arts plastiques, création interdisciplinaire, musiques de scène).
En 2016, Sidiki Diabaté,  fils de Toumani Diabaté, propose sur scène lors du concert de Booba à Paris Bercy, un solo de kora pour introduire la chanson Validée, accompagné de Benash
Reçue le 26 avril 2020 sur Europe 1 par le journaliste Bernard Poirette, lequel reçoit chaque dimanche une personnalité pour évoquer l'actualité culturelle, la chanteuse Lubiana présente sa passion pour la kora. Initiée à la suite d'un apprentissage de cet instrument jouée principalement par des hommes, elle est une des rares femmes à la pratiquer.

## Partitions

Détail de la partition de One Thousand Sources, pour kora seule, de Jacques Burtin.

La musique de la kora relevant de la tradition orale, aucune partition pour kora n’existait jusqu’à la fin du XXe siècle, à l’exception des transcriptions effectuées par les ethnomusicologues. Ces transcriptions étaient écrites sur deux portées (clefs de Sol et de Fa) afin de couvrir toute l’étendue de la kora.
Dans les années 1970, les moines de l'Abbaye de Keur Moussa (Sénégal) dont un atelier de restauration et de création d'instruments (2022),  mirent au point un système d’écriture sur une seule portée, afin de rendre plus accessible l’étude de l’instrument. Les sept notes graves furent remplacées par des chiffres arabes pour les cinq notes jouées par la main gauche (Fa1, Do2, Ré2, Mi2, Sol2), et des chiffres romains pour les deux notes jouées par la main droite (Fa2, La2).
Ce système de notation, lié à la méthode d’enseignement développée par les moines, ouvrit la pratique de la kora à des musiciens venus d’horizons géographiques et culturels très différents. Des compositeurs se penchèrent sur l’instrument et commencèrent à écrire une littérature spécifique. À l’heure actuelle, plus de deux cents pièces ont été écrites pour la kora : pièces en solo, duos avec des instruments occidentaux, musique d’ensemble pour plusieurs koras.

## Discographie sélective

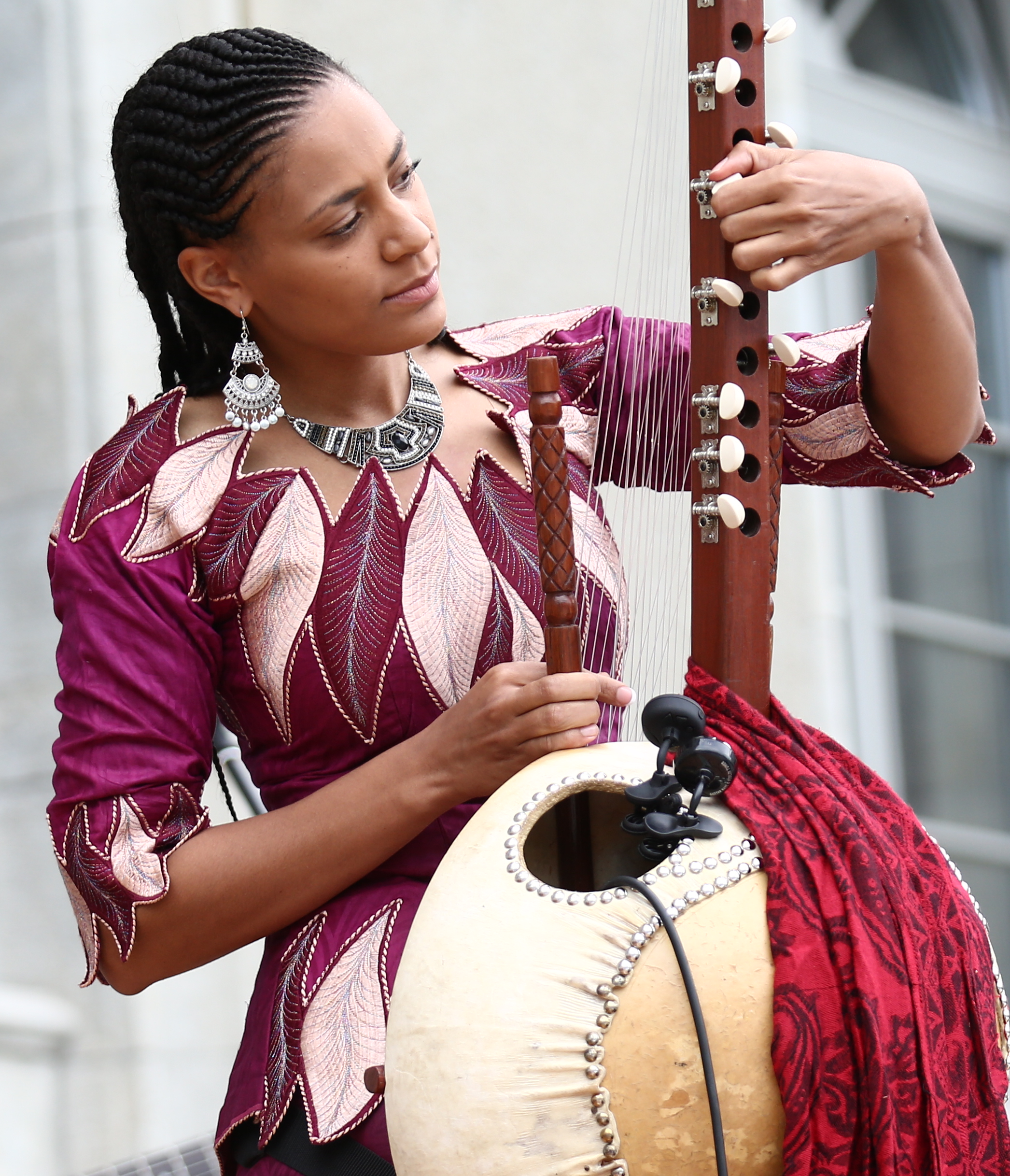
Sona Jobarteh accordant une kora avec des chevilles à engrenages au premier jour de l'Examen global 2017.

- Chœur des Moines de l'Abbaye de Keur Moussa, Quand Renaît Le Matin, Art et Musique, 1991, CD (ASIN B000VKCAK2) - Suite pour flûte et koras. Banékhu len II (11 à 13).
- Chœur des Moines de l'Abbaye de Keur Moussa, À l'Aube du Jour, Art et Musique, 1999, CD (ASIN B00166Z8SQ)
- Chœur des Moines de l'Abbaye de Keur Moussa, Messe & Chants au Monastère de Keur Moussa, Arion, 2010, CD (ASIN B003C1SPVU)
- Kora malinké : Sénégal, enregistrements réalisés par Charles Duvelle, Universal Division Mercury, 2003, 1 CD (46 min 63 s) + 1 brochure (23 p.)
- Instruments traditionnels du Mali : la Kora, le Djembé, le N'goni, le Tamani, le N'djarka, la flûte peule. Musiques traditionnelles bambaras (CD, K7, VHS), A.T.A AUDIOVISUEL DRAME, 2000.
- Mali : "Cordes Anciennes" Camara Production. CK7 (1991)
- Gambie : l'art de la kora, par Jali Nyama Suso, instrumentiste, et Roderic Knight, collecteur, Radio-France, Paris ; Harmonia mundi, Arles, 1996, 1 CD (69 min 11 s) + 1 brochure (40 p.)
- Mali : Toumani Diabaté et sa Cora : sélection de clips par CAMARA PRODUCTION (CD, K7, VHS, DVD) 1995
- Guinée : chant et Kora, par Prince Diabaté, Amara Sanoh "Lamaranaa", interprètes, et Stéphane Larrat, collecteur, Buda musique, Adès, Paris, 1 CD (68 min 29 s) + 1 brochure (20 p.)
- Sénégal, Messe & Chants au Monastère de Keur Moussa, par les Moines de Keur Moussa, Arion, 2010
- Mali : Musique mandingue en clips ( KALITEX productions ) 2014
- Le Jour des Merveilles, par Jacques Burtin, 3 Cd Box Set, Bayard Musique, 2009
- Mali : Ballaké Sissoko (F.C.A  NDH Productions) 2008
- Humbling Tides, par Stranded Horse, 2011

### Partitions
Quelques recueils de partitions :
- Frère Dominique Catta : Du désert, d’ici et d’ailleurs (Abbaye de Keur Moussa, 1988) ;
- Jacques Burtin, Kora À l'Abbaye Notre-Dame du Bec, Studio Sm, 1994 (ASIN B000004AB0) :
  - Le Chant intérieur (Editions Studio SM, Paris, 1996),
  - Joies soudaines, œuvres pour kora 1988-2010 (Marie-Chantal Froment, Le Mans, 2010),
  - Kora - Noël, ADF-Bayard Musique, 2012 (ASIN B009YJ15CU) ;
- Jacques Burtin et Barbara Marcinkowska (Interprète), Méditation kora & violoncelle, Bayard Musique, 2010 (ASIN B002YWKPR0).